# 1973 v dopravě
Tento článek obsahuje seznam událostí souvisejících s dopravou, které proběhly roku 1973.

## Události
- 22. února 1973

 V Praze otevřen Nuselský most, součást trasy linky metra C a severojižní magistrály.
- 2. května 1973

 V Plzni byl uveden do provozu nový most, dnes Gen. Pattona, přes Mži, který pomohl odvést tranzitní dopravu směrem na Karlovy Vary a Žatec z náměstí. Středem vozovky byla vedena nová tramvajová trať od Hlavní pošty k ulici Pod Záhorskem na samém okraji Lochotína, kde vznikla provizorní smyčka. Byl tak vytvořen základ pro rozvoj tramvajové sítě na plánovaném sídlišti Severní předměstí.
- 24. května 1973

 Po čtyřech letech byl po rozsáhlé opravě obnoven provoz na tramvajové trati Kirnitzschtalbahn.
- 1. srpna 1973

 V Bohumíně byl ukončen tramvajový provoz.
- 27. srpna 1973

 Do zkušebního provozu byla dána lanovka Tatranská Lomnica – Štart – Skalnaté pleso.
- 1. října 1973

 Byl ukončen provoz na poslední úzkorozchodné trati na Ostravsku.
- 2. listopadu 1973

 Byl zprovozněn nový úsek dálnice D1 Velká Bíteš – Kývalka o délce 19,5 km.
- 30. listopadu 1973

 V Plzni byl zahájen provoz na tramvajové trati vedoucí od III. brány podniku Škoda do Zadních Skvrňan. Úsek dlouhý více než 3 km obsloužil nově vystavěné sídliště Skvrňany pro více než 10 tis. obyvatel. Poprvé sem vyjela linka č. 2, která zde jezdí dosud.

## Neznámé datum
Byla zastavena doprava na lotyšské úzkorozchodné železnici Ape – Alūksne.
 Elektrické vlaky se poprvé rozjely na trati z Prahy do Berouna. Došlo tak k výraznému zkvalitnění příměstské železniční dopravy v tomto úseku.